# تلمبة كاربخش (مشيز بردسير)
تلمبة کاربخش (بالإنجليزية: Tolombeh-ye Karbakhsh)‏ هي مستوطنة تقع في إيران في كرمان. يقدر عدد سكانها بـ 29 نسمة .